# سعيدة حسيني

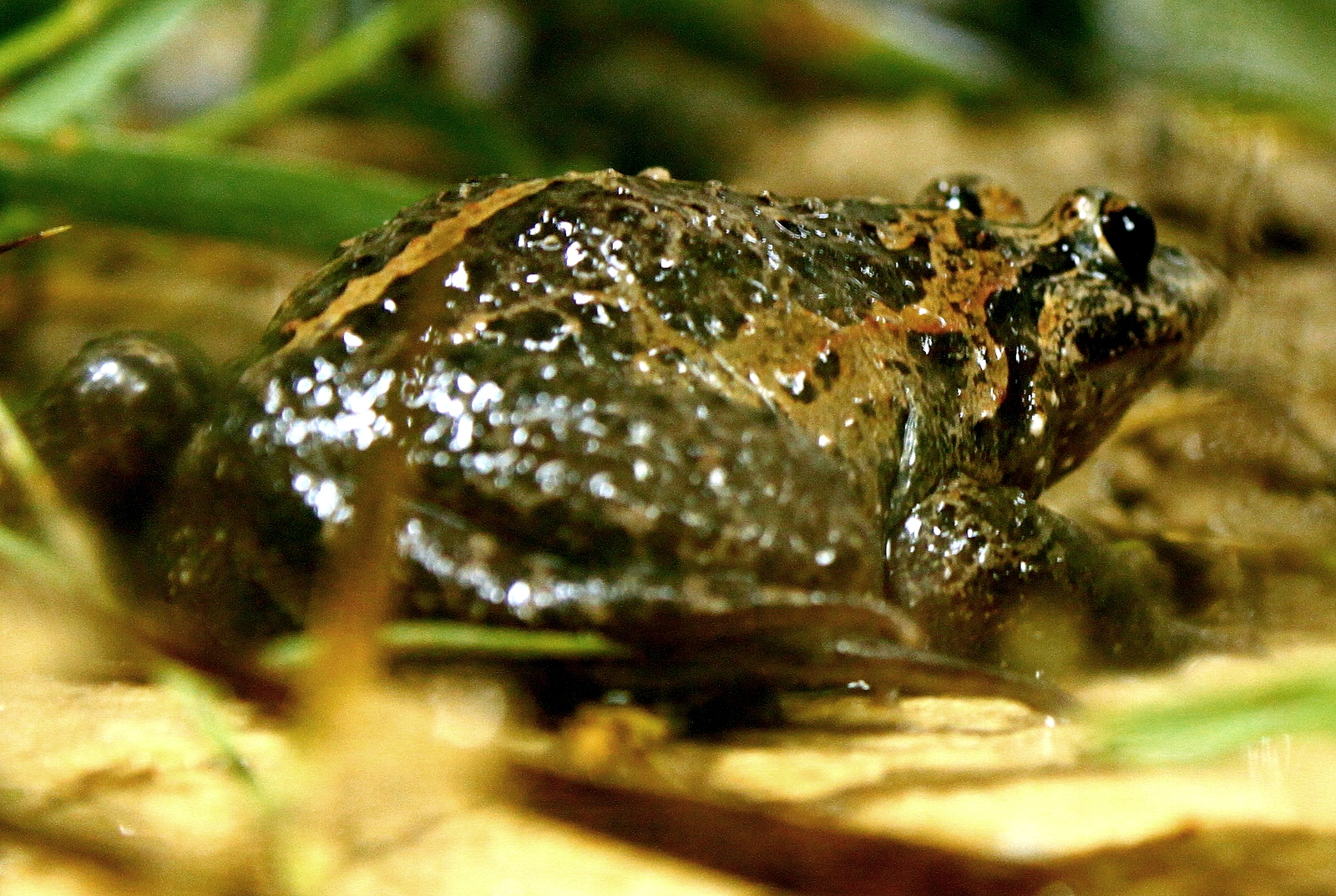
يعد الضفدع المسمى هولا بينتد من الأنواع الوحيدة الموجودة في جنس لاتونيا وهو الأقرب إلى الحياة بالنسبة إلى لاتونيا راجي

سعيدة حسيني (مواليد عام 1950) هي أخصائية مغربية في علم الأحياء القديمة، ومتخصصة في العصر الحديث الأقرب.

## حياتها
حسيني تدرس في جامعة مولاي إسماعيل، كلية العلوم في مكناس. درست لأبحاث الدكتوراه في باريس، بحثت عن أنواع أنوران من أوليجوسين الراحل وميوسين في فرنسا. يشمل عملها في المغرب فحص رواسب الكهوف وبقايا البرمائيات المختبرة من موقع محجر توماس، بالقرب من الدار البيضاء. حددت حسيني لأول مرة وجود جنس باليفرين لأول مرة في أفريقيا في موقع محجر جبل إيرهود ("Ocre") في المغرب. كما قامت بالتحقيق في بقايا الحيوانات في كهف تاهت الغار (تطوان)، واستكشاف البيئة القديمة في شمال إفريقيا بين البليستوسين والهولوسين.

## أنواع جديدة
في عام 1993، كانت الحسيني هي من قامت بوصف نوعًا جديدًا من الضفادع، لاتونيا راجي. جاءت أدلة الأنواع من السجل الأحفوريات في ثلاث مناطق: كوديرت، لانياك و 'سانت جيراند لو بوي'. أدى اكتشاف وتحديد نوع لاتونيا الفك السفلي إلى تصنيف هذا النوع على أنه جديد في العلوم. في أمثلة أخرى من راجي، عملت الحسيني على نحت سطح الفك العلوي لإنتاج تحديد الهوية.